# 王國楨 (萬曆己丑進士)
王國楨（？—？），號翼廷，山西平陽府安邑县人。明朝政治人物。

## 生平
萬曆十年（1582年）考中山西鄉試舉人，萬曆十七年（1589年）考中己丑科進士，兵部觀政，十月授任山東壽光縣知縣，二十一年補任鉅野縣知縣，告病歸。二十八年起補河南嵩縣知縣，本年升刑部主事，調工部，管琉璃、黑窑二厂，三十三年升员外郎，管寶源局，三十四年升保定府知府，三十七年五月升山東副使，四十年七月升陕西右參政，四十一年考察降用。

## 家族
曾祖王鵬，貢士。祖父王好问。父王澤。